# Diabelnica
Diabelnica (niem. Henkens Hull Bach) – strumyk okresowy w północno-zachodniej Polsce, prawy dopływ Chojnówki. Płynie przez Puszczę Bukową w województwie zachodniopomorskim.